# 1655 Comas Solà
1655 Comas Solà este un asteroid din centura principală, descoperit pe 28 noiembrie 1929 de Josep Comas Solà.